# Hippolyte et Aricie

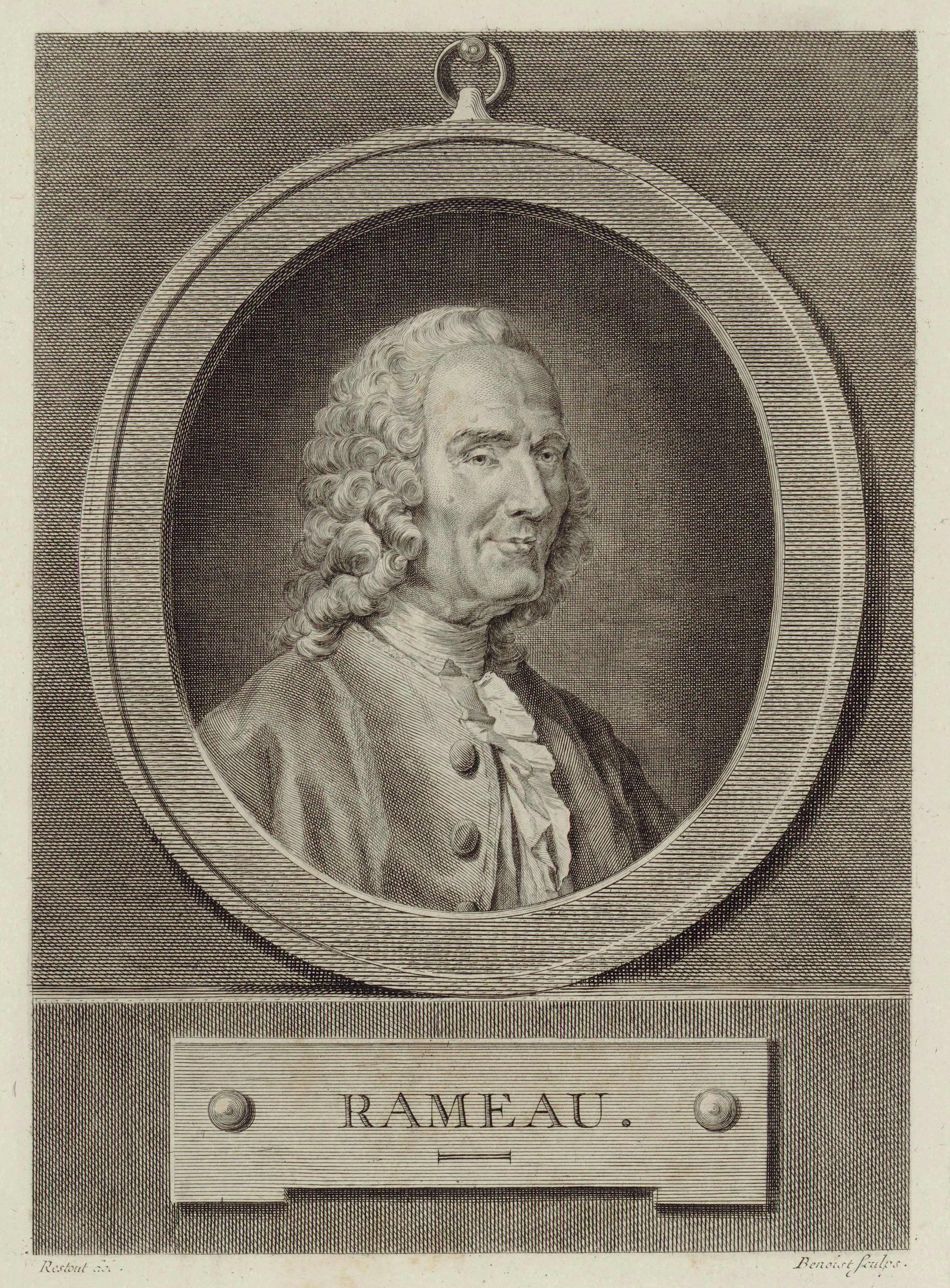
Jean Philippe Rameau

Hippolyte et Aricie (Hippolytos och Aricia) är en opera (tragédie lyrique) i prolog och fem akter med musik av Jean Philippe Rameau och libretto av Simon-Jospeh Pellegrin. Det är en sammanslagning av Euripides tragedi Hippólytos och Jean Racines drama Phèdre.

## Historia
Hippolyte et Aricie var Rameaus första opera, trots att han redan uppnått femtio års ålder då han tonsatte den. Den uppfördes första gången privat hos hans mecenat, Le Riche de la Populinère, vilken också hade presenterat honom för textförfattaren Pellégrin, innan operan flyttades över till den stora operan Théâtre du Palais-Royal, där dess officiella premiär ägde rum 1 oktober 1733.
Operan är komponerad i enlighet med de regler för tragédie lyrique som infördes av Jean-Baptiste Lully: en prolog och fem akter, ett tema hämtat från den antika mytologin samt dekorativa kör- och dansscener. Men Rameaus framställning av mänskliga passioner är, såväl i dramatiskt som musikaliskt avseende, varmare och mer gripande än vad som varit fallet under kung Solkungens tid. Ovanligt suggestiv är till exempel visionen av underjorden (akt II, scen 4, parcernas tersett). Rameaus uttrycksmedel framstår än idag som djärva. Orkestern i Frankrike hade under Rameaus tid redan en långvarig och rik tradition och han kunde därför behandla den som ett rikt differentierat uttrycksmedel, fullt jämbördigt med sångstämmorna. 

## Personer

### Prologen
- Diane/Artemis (sopran)
- L'Amour/Eros (sopran)
- Jupiter/Zeus (bas)

### Handlingen
- Aricie/Aricia (sopran)
- Phèdre/Faidra (sopran)

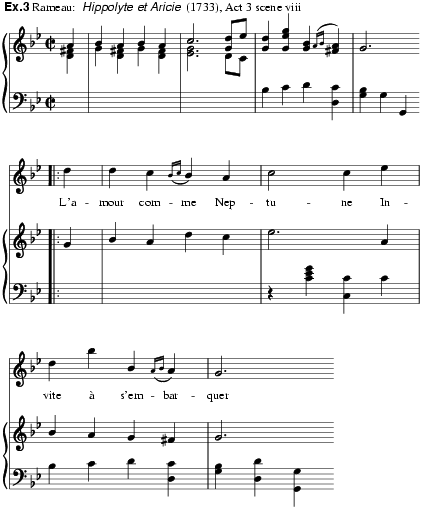
Musik till akt III, scen 8.

- Oenone/Oinone, Phèdres förtrogna (sopran)
- Dianes översteprästinna (sopran)
- Diane/Diana (sopran)
- Thésée/Theseus (bas)
- Hippolyte/Hippolytos, Thésées son (tenor)
- Tsiphone/Tisifone, en furie (tenor)
- Pluton/Hades (bas)
- Mercure/Hermes (tenor)
- Neptune/Poseidon (bas)
- Tre parcer (haute-contre, tenor, bas)
- Arcas, Thésées förtrogne (tenor)
- Prästinnan (sopran)
- Kvinnlig matros (sopran)
- Jägare (sopran)
- Jägarinna (sopran)
- Herdeflicka (sopran)
- Dianes nymfer, skogsinvånare, Dianes och l'Amours följe, Dianes prästinnor, underjordens gudar, jägare, jägarinnor, herdar, herdinnor, troer, sjömän, sefyrer (kör och balett)

## Handling
Diane förvägrar l'Amour tillträde till sitt rike, men tvingas på Jupiters befallning låta denne uppehålla sig där under en dag. Därefter svär hon att själv lägga sig i l'Amours angelägenheter och bistå kärleksparet Hippolyte och Aricie.
Thésées hustru Phèdre har förälskat sig i sin styvson Hippolyte. Denne är emellertid passionerat förälskad i Aricie, som besvarar hans känslor. När Phèdre tvingas acceptera att Thésée, som stigit ned till underjorden för att rädda en vän, är död, uppenbarar hon sig för styvsonen. När hon får vetskap om dennes böjelse för Aricie, vill hon ta livet av sig med ett svärd, men Hippolyte avväpnar henne. Thésée, som nu återvänt från underjorden, missförstår situationen och förbannar sin son. Denne går i landsflykt tillsammans med Aricie, men följs av faderns förbannelse. Thésées far, havsguden Neptune, för med sig Hippolyte till sitt rike. Phèdre begår självmord för att bevisa Hippolytes oskuld. Diane räddar Hippolyte från Neptune och låter honom återförenas med Aricie.

## Diskografi (urval)
- Hippolyte et Aricie. Padmore, Panzarella, Hunt, Naouri, James. Les Arts Florissants. Christie, dirigent. Erato 2564 66305-2. 3 CD.[1]